# 金石球場
金石球場（Goldstone Ground）位於英格蘭南海岸荷甫，曾經於1902年至1997年間屬於白禮頓足球會的主場。

## 歷史

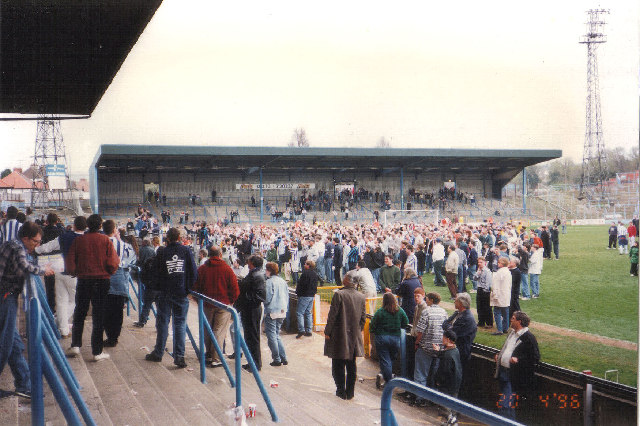
1996年關閉前的體育場

金石球場在1901年啟用時是用作當地業餘的荷甫足球會（Hove Football Club）的比賽球場，於1901年9月7日進行首場足球比賽，但因門票不足抵銷租金，荷甫邀請當時參加南部乙組聯賽的白禮頓共用球場，在白禮頓成立的第二年（1902年）2月22日開始使用金石球場作為主場。
西看台為主看台建於1958 年，由座位和階梯看臺組成；南看台建於1949年，供家庭觀眾使用；北看台為建於1984年的階梯看臺；東看台則是沒有頂棚的階梯看臺。泛光燈於1961年首次安裝。1948年成為倫敦奧運會足球比赛舉辦場地之一，是倫敦以外僅有的兩個球場之一（另一個是法頓公園球場）。
1992年9月23日，曼聯球員大衛·碧咸在這座球場完成他的職業生涯首秀，在聯賽盃第二輪中替補代表曼聯出場。
托定咸熱刺及溫布頓曾使用金石球場作為季前參加1995年歐洲足協圖圖盃的主場，及後兩間球會因派出副選球員輕視事而被UEFA禁止參加歐洲比賽一個賽季。這個禁令後來在上訴中被推翻。
1995年7月當地報紙揭露金石球場將被董事局出售而沒有預定計劃尋找合適的替補球場。1996年初謠言替補的球場是將與共用法頓公園球場，因而觸發白禮頓球迷大規模的反對。1996年3月金石球場正式以740萬鎊賣出，在4月27日對約克城（York City）原定為金石球場最後一場比賽，只進行了16分鐘便因球迷衝入比賽草坪抗議而被腰斬。新業主提出以48萬鎊續租一年，在金石球場最後的一季（1996/97年），白禮頓因上季比賽腰斬而遭足總判罰先扣2分，但抗議及入侵比賽草坪仍然持續，對的比賽受球迷的杯葛而只有1,993名觀眾，成為金石球場歷史上最低的入場人數。到季尾位列丙組《第四級》榜末的白禮頓在金石球場最後一場以1-0擊敗，與在聯賽最後一場作留級生死戰，白禮頓作客打和1-1，兩隊同分而僅以較高入球數目壓倒對方而獲保留丙組《第四級》的席位。金石球場於1997年拆卸後重建為購物中心。
由於金石球場拆卸，董事會仍沒有安排替代主場，也沒有徵求球迷的意見，白禮頓最終與共用普里斯特菲尔德球场（Priestfield Stadium）作為主場，但基寧咸所處的肯特郡遠離布莱顿及荷甫（超過100公里/70英里，比原先謠言的法頓公園球場更遠），門票收入銳減，平均只有2,328名球迷長途跋涉前往捧場。在基寧咸待了兩年後，白禮頓於1999年重返布萊頓和霍夫，並在距離市中心以北約兩英里的韋思丹運動場 (Withdean Stadium) 進行比賽，但韋思丹運動場設備簡陋，只有一個永久看台，其餘兩邊看台為臨時支架。 
2005年10月28日白禮頓獲副首相准許在布莱顿外圍的法爾馬（Falmer）興建新球場，預計將可於2007/08球季落成啟用，結束十年無家可歸的生涯。2008年10月2日白禮頓宣佈落成日期延後到2011年8月。2010年6月23日宣佈與美國運通簽訂多年冠名協議，新球場稱為「美國運通社區球場」（American Express Community Stadium，簡稱AMEX Stadium）。